# Limnodriloides ezoensis
Limnodriloides ezoensis är en ringmaskart som beskrevs av Takashima och Shunsuke F. Mawatari 1996. Limnodriloides ezoensis ingår i släktet Limnodriloides och familjen glattmaskar. Inga underarter finns listade i Catalogue of Life.